# Maathorneferure
Maathorneferure là một Vương hậu của Ai Cập cổ đại thuộc vương triều thứ 19. Bà là một trong 7 vương hậu chính cung được sắc phong của Pharaon vĩ đại nhất trong lịch sử Ai Cập, Ramesses II.

## Thân thế
Maathorneferure là người có xuất thân cao quý. Bà là con gái của Hattusili III, lãnh chúa của người Hittite và vương hậu Puduhepa. Bà thành hôn với Ramesses II vào năm trị vì thứ 34 của ông, lúc này Ramesses đã khoảng 60 tuổi, và bà được Pharaoh tấn phong làm vợ cả. Tên thật của bà không được sử sách ghi lại, và tên Ai Cập của bà có nghĩa là "Người nhìn thấy Horus, sự huy hoàng vô hình của Ra".

## Cuộc sống

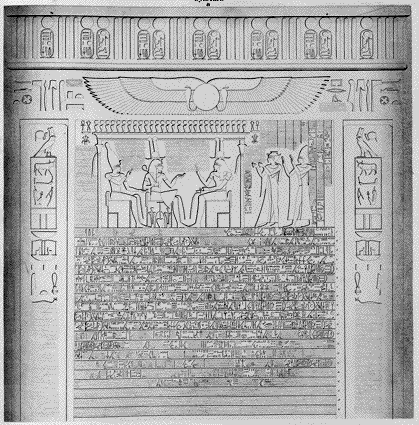
Tấm bia ghi lại cuộc hôn nhân giữa Ramesses II và Maathorneferure

Sự bất hòa giữa Ai Cập và đế chế Hittite ngày càng tăng vào thời kỳ suy thoái của vương quốc Mitanni, và cuộc hôn nhân giữa công chúa Maathorneferure với Ramesses là kết quả của hiệp ước hòa bình giữa 2 vương triều được ký vào 13 năm trước đây. Một tấm bia đá ghi lại cuộc hôn nhân này như sau: "Con gái của vị lãnh tụ vĩ đại, Khate, đã được trao cho quân thù...".
Nàng công chúa Hittite đã phải rời Hattusa, kinh đô của họ, được hộ tống bởi một đoàn tùy tùng cùng với những trang sức quý giá, gia súc làm của hồi môn. Một lời nhắn được gửi tới pharaon sau khi đoàn người vừa bước vào địa phận Ai Cập: "Họ đã vượt qua những ngọn núi cao đầy hiểm trở để đến được biên giới của Ngài". Ramesses đã cho thết đãi yến tiệc để tiếp đón công chúa và đoàn hộ tống.

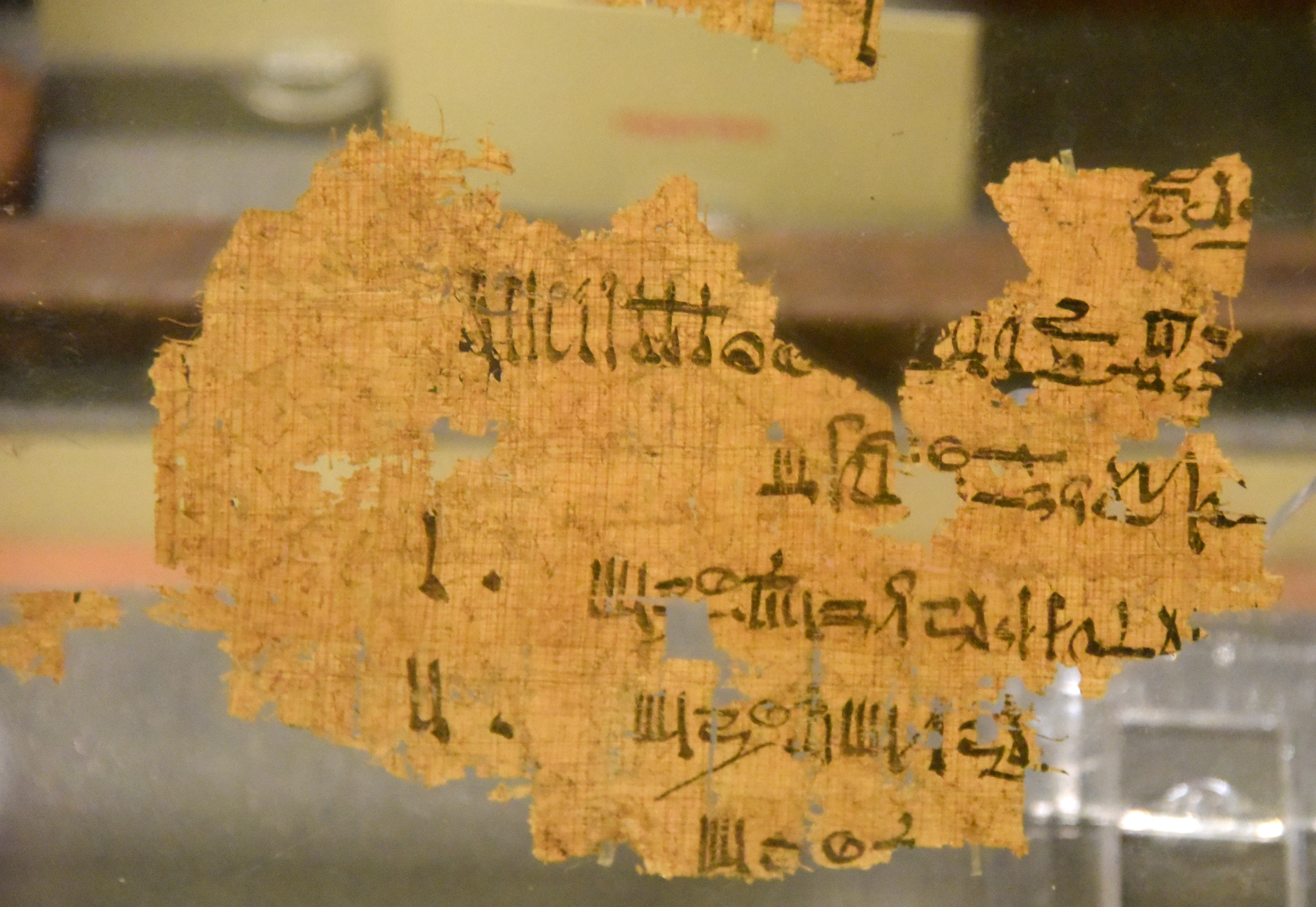
Một phần của cuộn giấy cói tại Gurob có nhắc đến Maathorneferura

Theo những gì được biết, Ramesses coi trọng những kho báu quý giá trong đống của hồi môn hơn cả người vợ mới của mình. Maathorneferure ngự tại Mer-wer (Gurob, Faiyum ngày nay). Bà đã hạ sinh cho ông một người con nhưng đứa bé đã chết ngay sau đó.
Một cuộn giấy được tìm thấy tại Gurob, trong đó có đoạn nhắc đến Maathorneferure: "..., người vợ của vua, Maathorneferure, con gái của người cai trị vĩ đại Khatii,...". Tại Tanis, hình ảnh của Maathorneferure được khắc dưới chân một bức tượng của Ramesses cùng với khung tên của bà, đã bị vỡ gần như hoàn toàn.